# Hemerobius pini
Hemerobius pini is een insect uit de familie van de bruine gaasvliegen (Hemerobiidae), die tot de orde netvleugeligen (Neuroptera) behoort. 
Hemerobius pini is voor het eerst wetenschappelijk beschreven door Stephens in 1836.